# اوتون (بازیکن فوتبال)
اوتون والنتیم فیلیو (پرتغالی: Othon؛ زادهٔ ۲۰ دسامبر ۱۹۴۴) بازیکن فوتبال اهل برزیل بود.
از باشگاه‌هایی که در آن بازی کرده‌است می‌توان به باشگاه فوتبال بوتافوگو اشاره کرد.